# 风声 (小说)

小说封面

小说《风声》，中国大陆作家麦家创作的长篇悬疑小说。2007年，《人民文学》（10月刊）中以全刊刊出的方式首次发表小说全篇。同年，南海出版公司出版成书。曾先后改编成多部电视剧或电影，包括2009年上映的同名电影风声，2010年上映的电视剧风声传奇，2020年上映的同名电视剧风声。
《风声》被称作《暗算》二部，实际上它与小说《暗算》并无直接关系。而是电视剧《暗算》第三部分捕风与小说第一部分东风相似。虽然电视剧《暗算》和小说《风声》都是讲述一个密室杀人的悬疑故事，但小说《风声》对故事有进一步的扩展。
另据作者麦家所述，《风声》最早的构思，来源于他的另一部电视剧《地下的天空》。

## 主要人物
| 人物   | 简介                                                     | 备注                       |
| ------ | -------------------------------------------------------- | -------------------------- |
| 李宁玉 | 中华民国（汪精卫政权）剿匪司令部军事机要处译电科科长     | 中国共产党卧底，代号“老鬼” |
| 顾小梦 | 中华民国（汪精卫政权）剿匪司令部军事机要处员行政收发专员 | 中国国民党卧底             |
| 金生火 | 军机处处长                                               |                            |
| 王田香 | 特务处处长                                               |                            |
| 吴志国 | 剿匪大队大队长                                           |                            |
| 白小年 | 司令侍从官                                               |                            |
| 张一挺 | 司令                                                     |                            |

## 获奖
- 2007年度“茅台杯”人民文学奖优秀中长篇小说奖[3]。